# Hồ Taymyr
Hồ Taymyr (tiếng Nga: Таймы́р, Таймы́рское о́зеро) là một hồ nước của khu vực trung tâm của bán đảo Taymyr ở Krasnoyarsk Krai, Liên bang Nga. Nó nằm ở phía nam của dãy núi Byrranga, là hồ nước lớn thứ 21 thế giới về diện tích

## Vị trí
Hồ Taymyr rộng lớn, với chiều dài 204 km theo hướng đông-tây. Nó có hình dạng bất thường với nhiều cánh tay chĩa theo các hướng khác nhau bao phủ một vùng rộng lớn. Chiều rộng tối đa của hồ khoảng 154 km.
Hồ Taymyr được bao phủ bởi băng từ cuối tháng 9 đến tháng 6 năm sau. Con sông chính chảy vào từ phía tây, là sông Thượng Taymyra. Các dòng sông khác chảy vào hồ là sông Zapadnaya, Severnaya, Bikada Nguoma, Yamutarida và Kalamissamo. Sông Hạ Taymyra chảy ra khỏi hồ về phía bắc băng qua vùng núi Byrranga.
Các khu vực lãnh nguyên phía nam hồ Taymyr có nhiều hồ nhỏ hơn và đầm lầy.

## Sinh thái học
Hồ Taymyr có rất nhiều loại cá đặc trưng của vùng nước Bắc cực lạnh, như cá loach, sig và muksun. Nhưng có thực trạng khai thác quá mức của một số loài cá bất chấp sự xa xôi của khu vực.
Ô nhiễm plutonium nhẹ đã được phát hiện trong các trầm tích của hồ Taymyr. Đây có lẽ là hậu quả  sau nhiều vụ thử hạt nhân trong khí quyển ở Novaya Zemlya trong Chiến tranh Lạnh.

## Nhiệt độ nước
- Nhiệt độ nước trung bình trong tháng 8: +7   °C
- Trong mùa đông, nhiệt độ nước hơi cao hơn 1   °C

Lake Taymyr
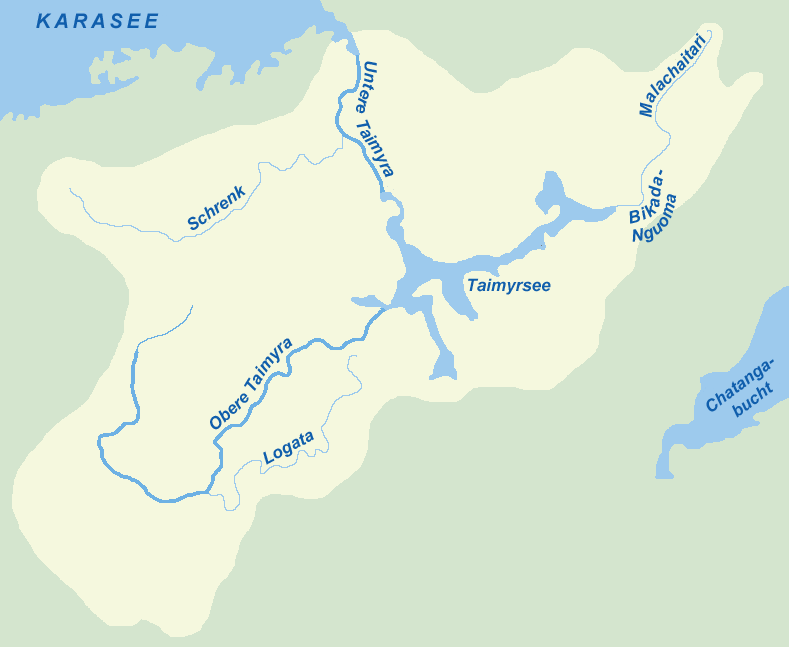
Vùng có nước mưa rơi xuống
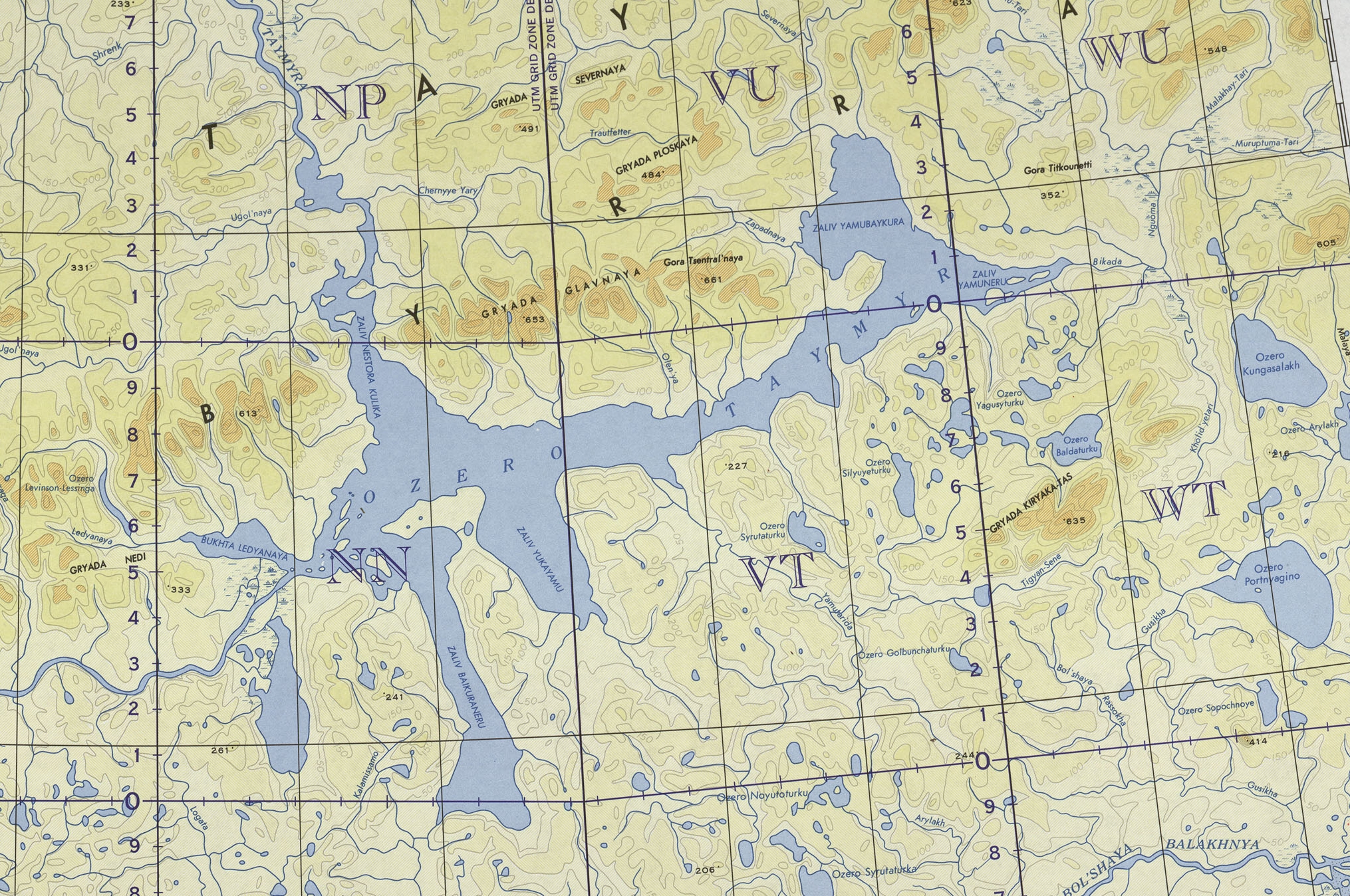
Hồ Taymyr. Bản đồ quân sự Hoa Kỳ 1964.